# Feel My Heart
«Feel My Heart» es el sencillo debut del grupo japonés Every Little Thing en el mercado lanzado el 7 de agosto de 1996. Incluía 2 remixes más la versión instrumental del sencillo. No tuvo gran impacto, debutando en el #24 en los charts de Oricon, pero sirvió para que el mundo conociera lo que ELT quería transmitir.

## Canciones
- 1. «Feel My Heart»
  2. «Feel My Heart» (Dave Rodgers Euro Mix)
  3. «Feel My Heart» (Club Mix)
  4. «Feel My Heart» (Instrumental)

- Datos: Q3274498